# Скок, Иван Потапович
Скок Иван Потапович (24 марта 1906 село Новый Дроков, Суражский уезд, Черниговская губерния, Российская империя— 18 мая 1977 город Краснодар) — советский военачальник, военный лётчик,  Советско-финской, Великой Отечественной и Советско-японской войн, командир 6-го бомбардировочного авиационного Донбасского корпуса во время Великой Отечественной войны, генерал-майор авиации.

## Биография
Скок Иван Потапович родился 24 марта 1906 года в селе Новый Дроков Суражского уезда в Черниговской губернии. Русский. В РККА с 1924 года. Член ВКП(б) с 1927 года.

### Образование
- Нижегородская пехотная школа имени И. В. Сталина[3] (1927)
- Военно-теоретическая школа ВВС РККА в Ленинграде[3] (1928)
- 3-я военная школа лётчиков и летнабов имени К. Е. Ворошилова в г. Оренбург[3] (1929)
- Военно-воздушная академия им. профессора Н. Е. Жуковского[3] (1936)

### До войны
Службу в РККА начал курсантом Нижегородской пехотной школы имени И. В. Сталина. По её окончании был направлен в ВВС на учёбу в Военно-теоретическую школу ВВС РККА (сентябрь 1927 г.), а затем учился в 3-й военной школе летчиков и летнабов им. К. Е. Ворошилова (с августа 1928 года по август 1929 года). Дальнейшую службу проходил на летных должностях в этой же школе инструктором: летчик-инструктор, командир звена, командир отряда.
В декабре 1933 г. поступил на обучение в Военно-воздушную академию имени профессора Н. Е. Жуковского, по её окончании назначен в Ленинградский военный округ на должность командира отдельного кавалерийского авиационного отряда. В мае 1938 года назначен командиром эскадрильи, в январе 1939 года — помощником командира полка. В этой должности участвовал в походе Красной Армии в Западную Украину. В ходе Советско-финской войны 1939—1940 гг. 58-й бомбардировочный авиационный полк действовал на Карельском перешейке в составе 7-й Армии. Лично И. П. Скок произвел 57 боевых вылетов в качестве ведущего, провел 10 воздушных боев. В мае 1940 года назначен командиром 72-го бомбардировочного авиационного полка 5-й смешанной авиационной дивизии (место базирования — г. Петрозаводск). Летал на самолетах СБ и Пе-2.

### Участие в Великой Отечественной войне
С началом Великой Отечественной войны И. П. Скок в той же должности. В составе Северного (с августа 1941 г. — Карельского) фронта полк участвовал в боевых действиях на петрозаводском, ухтинском и тихвинском направлениях. Затем на Северо-Западном фронте в составе 6-й ударной авиагруппы и 6-й воздушной армии действовал на старорусском, волховском и ржевском направлениях.
С ноября 1942 года назначен командиром 58-го скоростного бомбардировочного авиационного полка. С ноября 1943 года назначен командиром формировавшейся в МВО 334-й бомбардировочной авиационной дивизии, которая в июне 1944 года вошла в состав 13-й воздушной армии и участвовала в Выборгско-Петрозаводской наступательной операции, за что ей было присвоено почетное наименование «Ленинградская».
Затем дивизия вошла в состав 1-й воздушной армии и приняла участие в Минской наступательной операции. В июле дивизия в составе 3-й Воздушной армии действовала в ходе Шяуляйской, Прибалтийской наступательных операций, за что была награждена орденом Красного Знамени. С февраля 1945 г. дивизия входила в состав 4-й Воздушной армии, с марта 1945 года — 1-й Воздушной армии. Полки дивизии успешно действовали в Восточно-Прусской стратегической наступательной операции, за что И. П. Скок был награждён орденом Красного Знамени. Всего за время командования дивизией лично И. П. Скок совершил 10 боевых вылетов в качестве ведущего дивизионной и полковой колонны.
С марта 1945 г. командир 6-го бомбардировочного авиационного корпуса, который входил в состав 1-й Воздушной армии 3-го Белорусского фронта и участвовал во взятии городов Кенигсберг, Берлин.

### Участие в Советско-японской войне
В июле 1945 г. корпус был перебазирован на Дальний Восток. В ходе советско-японской войны 1945 г. с 9 августа 6-й бомбардировочный авиационный корпус в составе 12-й Воздушной армии Забайкальского фронта, а с 28 августа — 9-й Воздушной армии 1-го Дальневосточного фронта участвовал в Маньчжурской стратегической наступательной операции.
За высокие командирские качества, инициативу, личную отвагу и мужество, проявленные в командовании подчиненными авиационными частями И. П. Скок награждён орденом Кутузова 1-й степени.
За время двух войн воинам соединений Скока одиннадцать раз выносилась благодарность Приказами Верховного Главнокомандующего.

### После войны
После войны И. П. Скок продолжал командовать этим корпусом (в апреле 1946 г. переформирован в 6-й бомбардировочный авиационный корпус дальнего действия)
- с апреля 1949 г. — заместитель командующего 65-й Воздушной армией
- с февраля 1950 г. — начальник Липецких высших офицерских летно-тактических курсов усовершенствования командиров частей ВВС
- в июне 1955 г. «За халатное отношение к обучению, следствием чего явилась высокая аварийность на курсах» снят с должности и уволен в запас по ст. 59 п. «д»
- в декабре 1955 г. приказом Министра обороны СССР этот приказ был отменен и И. П. Скок был уволен в запас по ст. 59 п. «б» (по болезни) с правом ношения военной формы одежды.

Умер в Краснодаре 18 мая 1977 года.

### Воинские звания
- Генерал-майор авиации — 20 апреля 1945 года

## Награды
- орден Ленина[5] (1949)
- орден Ленина[6] (06.06.1942)
- орден Красного Знамени[7] (26.04.1940)
- орден Красного Знамени[2] (12.07.1942)
- орден Красного Знамени[8] (16.06.1944)
- орден Красного Знамени[5] (02.11.1944)
- орден Красного Знамени[5] (1954)
- орден Кутузова 1 степени[9] (29.05.1945)
- орден Кутузова 2 степени[10] (31.08.1945)
- орден Суворова 3 степени[11] (17.01.1945)
- Орден Александра Невского[12] (26.08.1943)
- медали